# Astrapia núi Arfak
Astrapia núi Arfak (danh pháp hai phần: Astrapia nigra) là một loài chim lớn, thuộc chi Astrapia, họ chim thiên đường. Kích thước cơ thể khoảng 76 cm, bộ lông óng ánh (do tán xạ) màu tím, xanh lá và màu đồng. Con đực có đuôi dài và xoè rộng, lông ức đen tuyền và có một hệ thống lông trên đầu hết sức phức tạp. Con cái có màu nâu ánh đen với vạch kẻ nhạt màu trên phần bụng.
François Le Vaillant, nhà điểu học người Pháp đã gọi loài chim này là L'Incomparable (loài chim thiên đường vô song).
Là loài chim đặc hữu của Indonesia, astrapia núi Afrak chỉ xuất hiện trong vùng núi Arfak ở bán đảo Vogelkop, tỉnh Tây Papua. Khẩu phần ăn hằng ngày của chúng gồm chủ yếu là trái dứa dại.
Trong môi trường tự nhiên, chúng có thể giao phối với loài chim mỏ liềm đen, tạo con lai đã từng có thời được coi là loài khác biệt, gọi là mỏ liềm Elliot (Epimachus ellioti). Trong khi một số nhà điểu học vẫn còn tin rằng nó là loài chim khác biệt, có thể là cực kỳ nguy cấp hay thậm chí là tuyệt chủng, thì hiện tại nhiều người khác cho rằng nó chỉ là con lai giữa hai loài.
Được bảo vệ bằng sự cô lập địa lý và các cánh rừng yên tĩnh, Astrapia núi Arfak được đánh giá là Ít quan tâm trong Sách đỏ IUCN về các loài bị đe dọa. Nó được liệt kê trong Phụ lục II của CITES.